# Coppa di Francia 2003-2004
L'edizione della Coppa di Francia 2003-2004 fu la ottantasettesima, e fu vinta dal Paris SG.

## Trentaduesimi di finale
| Squadra 1                     | Risultato       | Squadra 2                |
| ----------------------------- | --------------- | ------------------------ |
| Olympique Marsiglia           | 1 - 1 (4-3 dcr) | Strasburgo               |
| Aire-sur-la-Lys               | 0 - 4           | Olympique Lione          |
| US Changéenne                 | 0 - 3           | Valenciennes             |
| RC France                     | 1 - 3           | Tolosa                   |
| Mantes                        | 0 - 3           | Amiens                   |
| Poissy                        | 0 - 0 (2-4 dcr) | Croix de Savoie          |
| Saint-Colomban Locminé        | 0 - 2           | Brest                    |
| Stade Plabennecois            | 3 - 0           | Jeanne d'Arc de Biarritz |
| Boulogne                      | 2 - 3           | Créteil-Lusitanos        |
| Vendee Fontenay               | 0 - 0 (4-3 dcr) | FUSC Bois-Guillaume      |
| Moulins                       | 0 - 1           | Nizza                    |
| Digione                       | 0 - 0 (3-1 dcr) | Saint-Étienne            |
| Lens                          | 1 - 0           | Le Mans                  |
| Gazélec Ajaccio               | 3 - 2           | Montluçon                |
| Caen                          | 1 - 0           | Le Havre                 |
| Laval                         | 0 - 1           | Stade Reims              |
| ÉSA Brive                     | 1 - 1 (3-1 dcr) | Lorient                  |
| Aviron Bayonnais              | 4 - 4 (5-3 dcr) | Guingamp                 |
| Bordeaux                      | 2 - 0           | FC Libourne              |
| Mulhouse                      | 0 - 2           | Montpellier              |
| Racing Club Épernay Champagne | 0 - 0 (3-5 dcr) | Valence                  |
| Auxerre                       | 2 - 0           | Sochaux                  |
| Beaujolais Mont-d'Or          | 1 - 2           | Nantes                   |
| Ernolsheim                    | 0 - 3           | Cannes                   |
| Bourg-Péronnas                | 4 - 3 (dts)     | Martigues                |
| Besançon                      | 2 - 0           | Bastia                   |
| Nancy                         | 0 - 0 (5-4 dcr) | Lilla                    |
| Paris Saint-Germain           | 3 - 2 (dts)     | Troyes                   |
| Grenoble                      | 0 - 1           | Châteauroux              |
| Ajaccio                       | 0 - 2           | Gueugnon                 |
| Metz                          | 0 - 2           | Monaco                   |
| Angers                        | 0 - 0 (4-5 dcr) | Rennes                   |

## Sedicesimi
| Squadra 1           | Risultato       | Squadra 2           |
| ------------------- | --------------- | ------------------- |
| Aviron Bayonnais    | 1 - 0 (dts)     | Bordeaux            |
| Olympique Marsiglia | 1 - 2 (dts)     | Paris Saint-Germain |
| Auxerre             | 2 - 0           | Montpellier         |
| Bourg-Péronnas      | 0 - 5           | Olympique Lione     |
| Digione             | 2 - 1           | Lens                |
| Valence             | 2 - 2 (4-5 dcr) | Châteauroux         |
| Besançon            | 1 - 3           | Créteil-Lusitanos   |
| Gueugnon            | 1 - 3           | Stade Reims         |
| Caen                | 1 - 0           | Cannes              |
| ÉSA Brive           | 3 - 2 (dts)     | Nancy               |
| Amiens              | 3 - 0           | Stade Plabennecois  |
| Gazélec Ajaccio     | 1 - 3           | Brest               |
| Valenciennes        | 0 - 0 (1-4 dcr) | Monaco              |
| Croix de Savoie     | 0 - 2           | Rennes              |
| Vendee Fontenay     | 0 - 3           | Nantes              |
| Tolosa              | 0 - 0 (5-4 dcr) | Nizza               |

## Ottavi di finale
| Squadra 1        | Risultato   | Squadra 2           |
| ---------------- | ----------- | ------------------- |
| ÉSA Brive        | 1 - 0       | Auxerre             |
| Aviron Bayonnais | 0 - 2       | Paris Saint-Germain |
| Monaco           | 4 - 1       | Olympique Lione     |
| Tolosa           | 1 - 1 (dts) | Rennes              |
| Nantes           | 4 - 0       | Brest               |
| Amiens           | 1 - 0       | Caen                |
| Châteauroux      | 2 - 0       | Créteil-Lusitanos   |
| Digione          | 1 - 1 (dts) | Stade Reims         |

## Quarti di finale
| Squadra 1 | Risultato | Squadra 2           |
| --------- | --------- | ------------------- |
| ÉSA Brive | 1 - 2     | Paris Saint-Germain |
| Amiens    | 0 - 1     | Digione             |
| Nantes    | 3 - 2     | Rennes              |
| Monaco    | 0 - 1     | Châteauroux         |

## Semifinali
| Squadra 1   | Risultato   | Squadra 2           |
| ----------- | ----------- | ------------------- |
| Nantes      | 1 - 1 (dts) | Paris Saint-Germain |
| Châteauroux | 2 - 0       | Digione             |

| Nantes 28 aprile 2004 | Nantes-Atlantique    | 1 – 1 (d.t.s.)                                                                                  | Paris Saint-Germain | Stade de la Beaujoire |
| \| \| \| \| \| Yepes 90’ \| Marcatori \| 50’ Fiorèse \| \| Jérémy Toulalan Marama Vahirua Mario Yepes Sylvain Armand Frédéric Da Rocha Emerse Faé Mathieu Berson \| Tiri di rigore 3 – 4 \| Frédéric Déhu Gabriel Heinze Hugo Leal Lorik Cana Juan Pablo Sorín Bernard Mendy Modeste M'Bami \| |                      |                                                                                                 |                     |                       |
| |                      |                                                                                                 |                     |                       |
| Yepes 90’ | Marcatori            | 50’ Fiorèse                                                                                     |                     |                       |
| Jérémy Toulalan Marama Vahirua Mario Yepes Sylvain Armand Frédéric Da Rocha Emerse Faé Mathieu Berson | Tiri di rigore 3 – 4 | Frédéric Déhu Gabriel Heinze Hugo Leal Lorik Cana Juan Pablo Sorín Bernard Mendy Modeste M'Bami |                     |                       |

| Châteauroux 28 aprile 2004                           | Châteauroux | 2 – 0 | Digione | Stade Gaston Petit |
| \| \| \| \| \| Roudet 2’ Gueï 37’ \| Marcatori \| \| |             |       |         |                    |
|                                                      |             |       |         |                    |
| Roudet 2’ Gueï 37’                                   | Marcatori   |       |         |                    |

## Finale
| Squadra 1           | Risultato | Squadra 2   |
| ------------------- | --------- | ----------- |
| Paris Saint-Germain | 1 - 0     | Châteauroux |

| Arbitro: | Stéphane Bré |

|             |           |  |
| Pauleta 65’ | Marcatori |  |